# Contre-la-montre par équipes de l'Open de Suède Vårgårda 2017
La 10e édition du contre-la-montre par équipes de l'Open de Suède Vårgårda a eu lieu le 11 août 2017. Elle fait partie de l'UCI World Tour. L'épreuve est remportée par la formation Boels Dolmans.

## Parcours
Le circuit est relativement plat et droit dans sa première partie. Il fait demi-tour à Herrljunga. Il emprunte ensuite le circuit de la course en ligne pour revenir à Vårgårda.

## Équipes
| Équipes féminines professionnelles (20)- Alé Cipollini Galassia - BePink Cogeas - Boels Dolmans - BTC City Ljubljana - Canyon-SRAM - Cervélo Bigla - Cylance Pro Cycling - Drops - FDJ-Nouvelle Aquitaine-Futuroscope - Hitec Products - Lares-Waowdeals Women Cycling Team - Lensworld-Kuota - Lotto Soudal - Orica-Scott - Servetto Giusta - Sport Vlaanderen-Etixx - Sunweb - VéloCONCEPT Women - Wiggle High5 - WM3 Pro Cycling Équipes nationales (3)- Australie - Norvège - Suède |
| |

## Récit de la course
L'équipe Boels Dolmans confirme son statut de favorite, en passant à tous les points intermédiaires en tête avant de s'imposer. La formation Cervélo-Bigla est pointée néanmoins à seulement treize secondes tandis que l'équipe Canyon-SRAM complète le podium.

## Classements

### Classement final
| Rang | Équipe | Temps        |
| ---- | --- | ------------ |
| 1    | Boels Dolmans Chantal Blaak (NED) Karol-Ann Canuel (CAN) Amalie Dideriksen (Abandon) (DEN) Christine Majerus (Abandon) (LUX) Amy Pieters (NED) Anna van der Breggen (NED)      | 52 min 39 s  |
| 2    | Cervélo Bigla Nicole Hanselmann (SUI) Lisa Klein (Abandon) (GER) Clara Koppenburg (Abandon) (GER) Lotta Lepistö (FIN) Ashleigh Moolman-Pasio (RSA) Cecilie Uttrup Ludwig (DEN) | + 13 s       |
| 3    | Canyon-SRAM Racing Hannah Barnes (GBR) Lisa Brennauer (GER) Elena Cecchini (ITA) Mieke Kröger (Abandon) (GER) Alexis Ryan (USA) Trixi Worrack (GER)                            | +51 s        |
| 4    | Sunweb | + 1 min 23 s |
| 5    | Wiggle High5 | + 2 min 8 s  |
| 6    | Véloconcept | + 2 min 22 s |
| 7    | WM3 | + 2 min 27 s |
| 8    | FDJ-Nouvelle Aquitaine-Futuroscope | + 2 min 33 s |
| 9    | Hitec | + 3 min 6 s  |
| 10   | BTC City Ljubljana | + 3 min 8 s  |

## Liste des participantes
| Légende | Légende                                                                    | Légende | Légende                                                    |
| ------- | -------------------------------------------------------------------------- | ------- | ---------------------------------------------------------- |
| Num     | Dossard de départ porté par le coureur sur cet Open de Suède Vårgårda      | Pos     | Position à l'arrivée de la course                          |
|         | Indique un maillot de champion national ou mondial, suivi de sa spécialité | NP      | Indique un coureur qui n'a pas pris le départ de la course |
| AB      | Indique un coureur qui n'a pas terminé la course                           | HD      | Indique un coureur qui a terminé la course hors des délais |

| Sélection nationale norvégienne | Sélection nationale norvégienne | Sélection nationale norvégienne |
| ------------------------------- | ------------------------------- | ------------------------------- |
| Num                             | Coureur                         | Pos                             |
| 11                              | Ingrid Moe (NOR)                | 20e                             |
| 12                              | Stine Borgli (NOR)              | 20e                             |
| 13                              | Malin Eriksen (NOR)             | 20e                             |
| 14                              | Line Marie Gulliksen (NOR)      | 20e                             |
| 15                              | Julie Solvang (NOR)             | 20e                             |
| 16                              | Ingrid Lorvik (NOR)             | 20e                             |

| Sélection nationale australienne | Sélection nationale australienne | Sélection nationale australienne |
| -------------------------------- | -------------------------------- | -------------------------------- |
| Num                              | Coureur                          | Pos                              |
| 21                               | Lucy Kennedy (AUS)               | 11e                              |
| 22                               | Shannon Malseed (AUS)            | 11e                              |
| 23                               | Grace Brown (AUS)                | 11e                              |
| 24                               | Louisa Lobings (AUS)             | 11e                              |
| 25                               | Alexandra Manly (AUS)            | 11e                              |
| 26                               | Jessica Pratt (AUS)              | 11e                              |

| Vlaanderen-Etixx SVE | Vlaanderen-Etixx SVE      | Vlaanderen-Etixx SVE |
| -------------------- | ------------------------- | -------------------- |
| Num                  | Coureur                   | Pos                  |
| 31                   | Kelly Druyts (BEL)        | AB                   |
| 32                   | Jessy Druyts (BEL)        | 21e                  |
| 33                   | Demmy Druyts (BEL)        | 21e                  |
| 34                   | Nathalie Bex (BEL)        | 21e                  |
| 35                   | Valerie Demey (BEL)       | 21e                  |
| 36                   | Kelly van den Steen (BEL) | 21e                  |

| Lares-Waowdeals LWW | Lares-Waowdeals LWW         | Lares-Waowdeals LWW |
| ------------------- | --------------------------- | ------------------- |
| Num                 | Coureur                     | Pos                 |
| 41                  | Bryony van Velzen (NED)     | 19e                 |
| 42                  | Monique van de Ree (NED)    | 19e                 |
| 43                  | Daniela Reis (POR)          | 19e                 |
| 44                  | Amélie Rivat (FRA)          | 19e                 |
| 45                  | Saartje Vandenbroucke (BEL) | 19e                 |
| 46                  | Sarah Inghelbrecht (BEL)    | 19e                 |

| Lotto Soudal LBL | Lotto Soudal LBL         | Lotto Soudal LBL |
| ---------------- | ------------------------ | ---------------- |
| Num              | Coureur                  | Pos              |
| 51               | Élise Delzenne (FRA)     | 15e              |
| 52               | Annelies Dom (BEL)       | 15e              |
| 53               | Isabelle Beckers (BEL)   | AB               |
| 54               | Julie van de Velde (BEL) | 15e              |
| 55               | Trine Schmidt (DEN)      | 15e              |
| 56               | Chantal Hoffmann (LUX)   | AB               |

| Servetto Giusta SER | Servetto Giusta SER      | Servetto Giusta SER |
| ------------------- | ------------------------ | ------------------- |
| Num                 | Coureur                  | Pos                 |
| 61                  | Anna Potokina (RUS)      | 18e                 |
| 62                  | Kseniia Dobrynina (RUS)  | 18e                 |
| 63                  | Ana Sanabria (COL)       | 18e                 |
| 64                  | Antri Christoforou (CYP) | 18e                 |
| 65                  | Alice Gasparini (ITA)    | 18e                 |
| 66                  | Jennifer Cesar (VEN)     | AB                  |

| Véloconcept TVW | Véloconcept TVW            | Véloconcept TVW |
| --------------- | -------------------------- | --------------- |
| Num             | Coureur                    | Pos             |
| 71              | Linda Villumsen (NZL)      | 6e              |
| 72              | Sara Penton (SWE)          | 6e              |
| 73              | Pernille Mathiesen (DEN)   | 6e              |
| 74              | Amber Neben (USA) (clm)    | 6e              |
| 75              | Louise Norman Hansen (DEN) | AB              |
| 76              | Christina Siggaard (DEN)   | 6e              |

| Hitec Products HPU | Hitec Products HPU            | Hitec Products HPU |
| ------------------ | ----------------------------- | ------------------ |
| Num                | Coureur                       | Pos                |
| 81                 | Charlotte Becker ( GER)       | 9e                 |
| 82                 | Cecilie Gotaas Johnsen ( NOR) | 9e                 |
| 83                 | Thea Thorsen ( NOR)           | 9e                 |
| 84                 | Nina Kessler ( NED)           | AB                 |
| 85                 | Simona Frapporti (ITA)        | 9e                 |
| 86                 | Susanne Andersen ( NOR)       | 9e                 |

| Bepink BPK | Bepink BPK              | Bepink BPK |
| ---------- | ----------------------- | ---------- |
| Num        | Coureur                 | Pos        |
| 91         | Olga Zabelinskaya (RUS) | 12e        |
| 92         | Silvia Valsecchi (ITA)  | 12e        |
| 93         | Ilaria Sanguineti (ITA) | 12e        |
| 94         | Alison Jackson (CAN)    | AB         |
| 95         | Francesca Pattaro (ITA) | AB         |
| 96         | Katia Ragusa (ITA)      | 12e        |

| Drops DRP | Drops DRP                | Drops DRP |
| --------- | ------------------------ | --------- |
| Num       | Coureur                  | Pos       |
| 101       | Alice Barnes (GBR)       | 16e       |
| 102       | Anna Christian (GBR)     | 16e       |
| 103       | Elizabeth Holden (GBR)   | 16e       |
| 104       | Abby-Mae Parkinson (GBR) | 16e       |
| 105       | Hannah Payton (GBR)      | 16e       |
| 106       | Abigail van Twisk (GBR)  | 16e       |

| Lensworld-Kuota LZE | Lensworld-Kuota LZE             | Lensworld-Kuota LZE |
| ------------------- | ------------------------------- | ------------------- |
| Num                 | Coureur                         | Pos                 |
| 111                 | Maria Giulia Confalonieri (ITA) | 17e                 |
| 112                 | Annalisa Cucinotta (ITA)        | 17e                 |
| 113                 | Kim de Baat (BEL)               | AB                  |
| 114                 | Tetyana Riabchenko (UKR)        | 17e                 |
| 115                 | Nathalie Verschelden (BEL)      | 17e                 |

| BTC City Ljubljana BTC | BTC City Ljubljana BTC          | BTC City Ljubljana BTC |
| ---------------------- | ------------------------------- | ---------------------- |
| Num                    | Coureur                         | Pos                    |
| 121                    | Eugenia Bujak (POL)             | 10e                    |
| 122                    | Hanna Nilsson (SWE)             | 10e                    |
| 123                    | Corinna Lechner (GER)           | 10e                    |
| 124                    | Polona Batagelj (SLO) 10e       |                        |
| 125                    | Ursa Pintar (SLO) (clm)         | 10e                    |
| 126                    | Maaike Boogaard ([[Inconnu\|]]) | AB                     |

| FDJ-Nouvelle Aquitaine-Futuroscope FUT | FDJ-Nouvelle Aquitaine-Futuroscope FUT | FDJ-Nouvelle Aquitaine-Futuroscope FUT |
| -------------------------------------- | -------------------------------------- | -------------------------------------- |
| Num                                    | Coureur                                | Pos                                    |
| 131                                    | Shara Gillow (AUS)                     | 8e                                     |
| 132                                    | Roxane Knetemann (NED)                 | 8e                                     |
| 133                                    | Aude Biannic (FRA)                     | 8e                                     |
| 134                                    | Séverine Eraud (FRA)                   | 8e                                     |
| 135                                    | Eugénie Duval (FRA)                    | 8e                                     |
| 136                                    | Coralie Demay (FRA)                    | 8e                                     |

| Cylance CPC | Cylance CPC                 | Cylance CPC |
| ----------- | --------------------------- | ----------- |
| Num         | Coureur                     | Pos         |
| 141         | Kirsten Wild (NED)          | 13e         |
| 142         | Sheyla Gutierrez Ruiz (ESP) | AB          |
| 143         | Rossella Ratto (ITA )       | 13e         |
| 144         | Danielle King (GBR)         | 13e         |
| 145         | Małgorzata Jasińska (POL)   | 13e         |
| 146         | Marta Tagliaferro (ITA )    | 13e         |

| Alé Cipollini ALE | Alé Cipollini ALE       | Alé Cipollini ALE |
| ----------------- | ----------------------- | ----------------- |
| Num               | Coureur                 | Pos               |
| 151               | Chloe Hosking (AUS)     | 14e               |
| 152               | Marta Bastianelli (ITA) | AB                |
| 153               | Romy Kasper (GER)       | 14e               |
| 154               | Janneke Ensing (NED)    | 14e               |
| 155               | Soraya Paladin (ITA)    | 14e               |
| 156               | Anna Trevisi (ITA)      | 14e               |

| Cervélo Bigla CBT | Cervélo Bigla CBT                  | Cervélo Bigla CBT |
| ----------------- | ---------------------------------- | ----------------- |
| Num               | Coureur                            | Pos               |
| 161               | Ashleigh Moolman-Pasio (RSA) (clm) | 2e                |
| 162               | Lotta Lepistö (FIN) (clm)          | 2e                |
| 163               | Cecilie Uttrup Ludwig (DEN) (clm)  | 2e                |
| 164               | Lisa Klein (GER)                   | 2e                |
| 165               | Clara Koppenburg (GER)             | AB                |
| 166               | Nicole Hanselmann (SUI)            | 2e                |

| Canyon-SRAM Racing LPR | Canyon-SRAM Racing LPR    | Canyon-SRAM Racing LPR |
| ---------------------- | ------------------------- | ---------------------- |
| Num                    | Coureur                   | Pos                    |
| 171                    | Hannah Barnes (GBR )      | 3e                     |
| 172                    | Lisa Brennauer (GER )     | 3e                     |
| 173                    | Elena Cecchini (ITA )     | 3e                     |
| 174                    | Mieke Kröger (GER )       | AB                     |
| 175                    | Trixi Worrack (GER) (clm) | 3e                     |
| 176                    | Alexis Ryan (USA )        | 3e                     |

| WM3 | WM3                        | WM3 |
| --- | -------------------------- | --- |
| Num | Coureur                    | Pos |
| 181 | Anouska Koster (NED)       | 7e  |
| 182 | Riejanne Markus (NED)      | 7e  |
| 183 | Moniek Tenniglo (NED)      | 7e  |
| 184 | Anna Plichta (POL)         | 7e  |
| 185 | Katarzyna Niewiadoma (POL) | 7e  |

| Wiggle High5 WHT | Wiggle High5 WHT          | Wiggle High5 WHT |
| ---------------- | ------------------------- | ---------------- |
| Num              | Coureur                   | Pos              |
| 191              | Giorgia Bronzini (ITA)    | AB               |
| 192              | Audrey Cordon (FRA) (clm) | 5e               |
| 193              | Jolien D'Hoore (BEL)      | 5e               |
| 194              | Annette Edmondson (AUS)   | 5e               |
| 195              | Emilia Fahlin (SWE)       | 5e               |
| 196              | Julie Leth (DEN)          | AB               |

| Sunweb SUN | Sunweb SUN                 | Sunweb SUN |
| ---------- | -------------------------- | ---------- |
| Num        | Coureur                    | Pos        |
| 201        | Lucinda Brand (NED)        | AB         |
| 202        | Leah Kirchmann (CAN)       | 4e         |
| 203        | Floortje Mackaij (NED)     | 4e         |
| 204        | Liane Lippert (GER)        | AB         |
| 205        | Sabrina Stultiens (NED)    | 4e         |
| 206        | Ellen van Dijk (NED) (clm) | 4e         |

| Boels Dolmans DLT | Boels Dolmans DLT             | Boels Dolmans DLT |
| ----------------- | ----------------------------- | ----------------- |
| Num               | Coureur                       | Pos               |
| 211               | Anna van der Breggen (NED)    | 1re               |
| 212               | Chantal Blaak (NED)           | 1re               |
| 213               | Karol-Ann Canuel (CAN)        | 1re               |
| 214               | Amalie Dideriksen (DEN)       | AB                |
| 215               | Amy Pieters (NED)             | 1re               |
| 216               | Christine Majerus (LUX) (clm) | 1re               |

Source.

### Primes
La grille de prix est la suivante :
| Position | 1er     | 2e      | 3e    | 4e    | 5e    | 6e    | 7e | 8e | 9e | 10e |
| Prix     | 1 543 € | 1 128 € | 820 € | 615 € | 512 € | 512 € | €  | €  | €  | €   |